# Paul Spahn

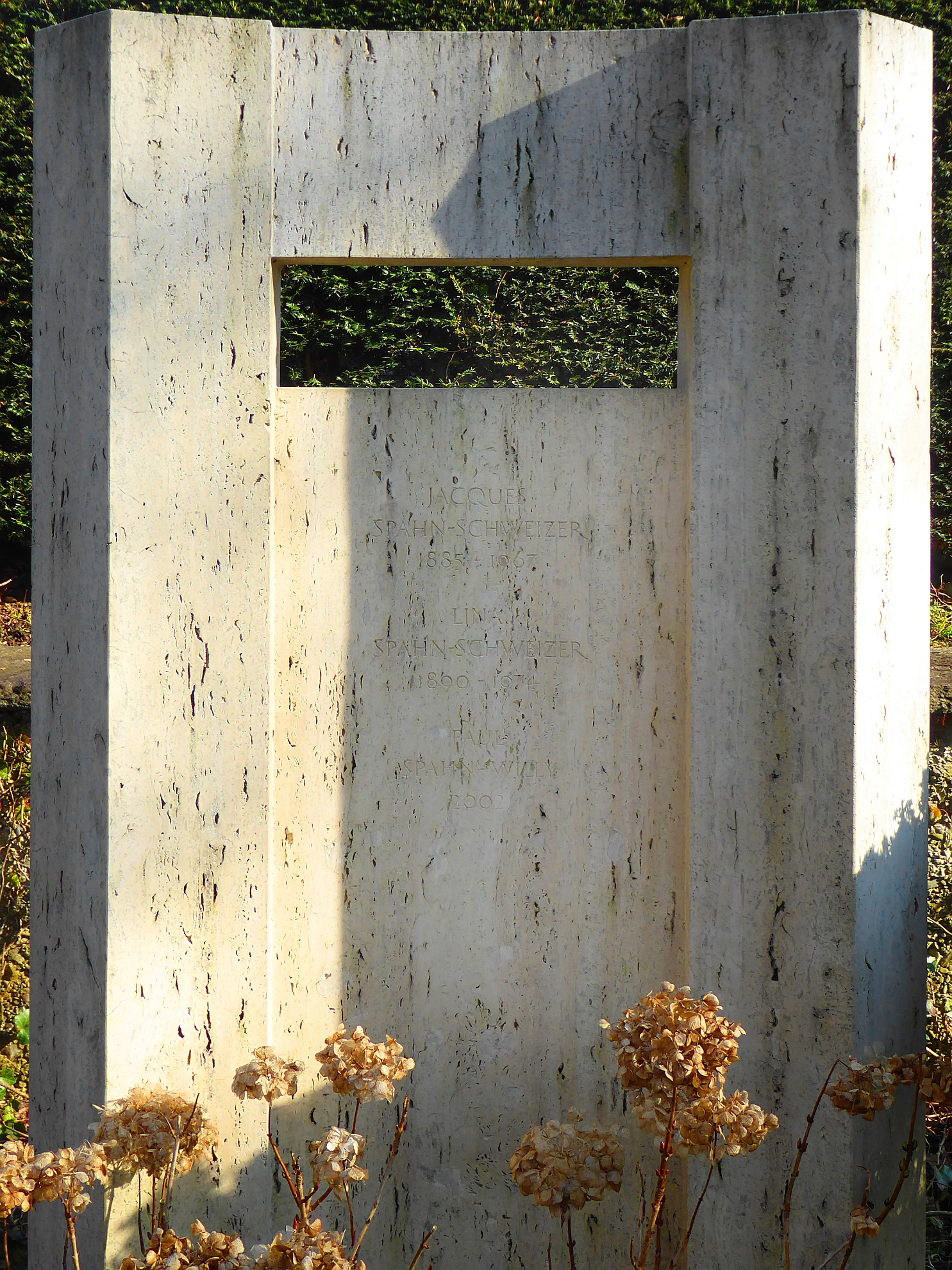
Grab auf dem Friedhof am Hörnli, Riehen, Basel-Stadt

Paul Emil Spahn (* 30. Juni 1914; † März 2002) war ein Schweizer Nachrichtensprecher.
1942 wurde Paul Spahn mit einer Dissertation Die Filmtheater in der Schweiz an der Universität Bern promoviert. Spahn war in der ganzen Deutschschweiz bekannt als Sprecher der Tagesschau des Schweizer Fernsehens zwischen 1959 und 1985. Sein Tod wurde erst im Januar 2003 publik, ausgelöst durch einen Zuschauerbrief an die Tagesschau-Redaktion, die nichts davon erfahren hatte. Als ausgebildeter Schauspieler spielte Spahn auch in Filmen mit, zuletzt 1988 in der Filmkomödie Macao – die Rückseite des Meeres von Clemens Klopfenstein. Hauptberuflich war er von 1971 bis 1994 Lehrer an der eigenen Handelsschule in Zürich.